# 2017年アジアインドア・マーシャルアーツゲームズ
2017年アジアインドア・マーシャルアーツゲームズ（2017ねんアジアマーシャルアーツゲームズ、英語：The V Asian Indoor and Martial Arts Games、トルクメン語：Ýapyk binalarda we söweş sungaty boýunça V Aziýa oýunlary）は、トルクメニスタン・アシガバートで開催された第5回アジアインドア・マーシャルアーツゲームズである。
大会スローガンは「健康、インスピレーション、友情（Health. Inspiration. Friendship）」。

## 開催までの経緯
2010年12月にクウェートで開催されたのOCA総会にて、トルクメニスタン・アシガバートは中央アジアの都市として初めて、OCA主催の競技大会を開催することが決定された。仁川アジアインドア・マーシャルアーツゲームズ閉会式にて、OCA旗が公式にアシガバート市長に手渡された。30ヶ所の競技会場を含むオリンピック村の建設費は20億米ドルと推計されている。

## 競技
| - 3人制バスケットボール - ボウリング - チェス - ビリヤード - 競技ダンス - 馬術 - フットサル - 室内陸上 | - 柔術 - キックボクシング - クラッシュ - ムエタイ - パワーリフティング - サンボ - 短水路水泳 - テコンドー | - テニス - 自転車トラックレース - レスリング - ベルトレスリング |

## 会場
- アシガバート・オリンピック・スタジアム（開閉会式）
- 競技スポーツコンプレックス
- 自転車競技場
- 格闘技競技場
- 屋外競技場
- 屋内水泳場
- 室内陸上競技場
- 屋内テニスアリーナ